# 埃尔曼达德坎波奥德苏索
埃尔曼达德坎波奥德苏索，是西班牙坎塔布里亚的一个市镇。总面积223平方公里，总人口1877人（2001年），人口密度8人/平方公里。